# Christian Tumi
Christian Wiyghan Tumi (Kikaikelaki, Camerún francés, 15 de octubre de 1930-Duala, Camerún, 3 de abril de 2021), fue un religioso camerunés, arzobispo emérito de Douala (Camerún) y el primer cardenal camerunés.

## Biografía
Realizó sus estudios secundarios en los seminarios de Ibadán, Bodija y Enugu en Nigeria. De 1969 a 1973 obtuvo en Nigeria un Grado para Profesores, un Certificado de la Universidad General de Enseñanza en el Nivel Ordinario en Londres, una licenciatura en Teología en la Universidad Católica de Lyon, un doctorado en filosofía en la Universidad de Friburgo (Suiza). Conoce bien su dialecto nativo, nso,pidgin y hausa, latín, inglés y francés.
Fue ordenado sacerdote el 17 de abril de 1966 en Soppo, diócesis de Buea y 1966/67 lleva a cabo su ministerio como vicario parroquial en Fiango (Kumbo). De 1967 a 1969 fue profesor en el seminario menor Bishop Rogan College. En 1973, después de haber estudiado en el extranjero, regresó a su diócesis y fue nombrado rector del seminario mayor regional de Bambui, archidiócesis de Bamenda. También fue capellán de la Asociación de Damas Católicas y estuvo muy involucrado en la promoción del movimiento ecuménico, obteniendo mucha estima por los presbiterianos y bautistas.
Fue presidente del consejo presbiteral diocesano; el 6 de diciembre de 1979 fue elegido como primer obispo de la diócesis de Yagoua, erigida el mismo día. Recibió la ordenación episcopal el 6 de enero de 1980 en la Basílica de San Pedro. Durante su cuidado pastoral, la Iglesia local se desarrolló rápidamente, enriquecida con instituciones y centros de formación, escuelas infantiles y dispensarios.
Fu elegido el 23 de abril de 1982 vicepresidente de la Conferencia Episcopal, el 19 de noviembre de 1982 fue promovido a arzobispo coadjutor de Garoua. El 17 de marzo de 1984 fue nombrado Arzobispo.
En 1985 fue elegido presidente de la Conferencia Episcopal Nacional de Camerún (hasta 1991). Fue presidente del Simposio de las Conferencias Episcopales de África y Madagascar (SECAM), 1990-1994.
Participó en la 6ª Asamblea General del Sínodo de los Obispos (1983) y en la asamblea extraordinaria del Sínodo de los Obispos de 1985. Presidente delegado en la 8ª Asamblea General del Sínodo de los Obispos (1990); Presidente Delegado de la Asamblea Especial para África del Sínodo de los Obispos (1994). Participó en la Segunda Asamblea Especial para África del Sínodo de los Obispos (octubre de 2009).
Fue arzobispo de Douala desde el 31 de agosto de 1991 al 17 de noviembre de 2009.
Creado y proclamado cardenal por Juan Pablo II en el Consistorio del 28 de junio de 1988 con el título de Santos Mártires de Uganda en Poggio Ameno.
Participó en el Cónclave de 2005, en el que fue elegido Benedicto XVI.
Falleció el 3 de abril de 2021, tras una enfermedad del COVID-19. Después de que se publicara en Internet un video de su cadáver en la cama del hospital, las autoridades lo denunciaron como una violación a la privacidad y ordenaron una investigación.
Tras el funeral celebrado el 20 de abril por el arzobispo Samuel Kleda, fue enterrado en la cripta episcopal del cementerio contiguo a la Catedral de San Pedro y San Pablo (Duala).